# 西尔维亚娜·费利克斯
西尔维亚娜·费利克斯（法語：Sylviane Félix，1977年10月31日—），法国女子田径运动员。她曾代表法国参加2004年夏季奥林匹克运动会田径比赛，获得女子4×100米接力铜牌。